# Lettre d'un fou
Lettre d'un fou est une nouvelle écrite par Guy de Maupassant en 1885. Cette nouvelle s'apparente dans sa forme au genre épistolaire.
Maupassant y développe pour la première fois une histoire qu'il écrit ensuite de manière différente sous le titre Le Horla.

## Historique
Signée Maufrigneuse, Lettre d'un fou est une nouvelle publiée dans le quotidien Gil Blas du 17 février 1885.

## Premiers mots
Mon cher docteur, je me mets entre vos mains. Faites de moi ce qu'il vous plaira. Je vais vous dire bien franchement mon étrange état d'esprit, et vous apprécierez s'il ne vaudrait pas mieux qu'on prît soin de moi pendant quelque temps dans une maison de santé plutôt que de me laisser en proie aux hallucinations et aux souffrances qui me harcèlent. Voici l'histoire, longue et exacte, du mal singulier de mon âme. Je vivais comme tout le monde, regardant la vie avec les yeux ouverts et aveugles de l'homme, sans m'étonner et sans comprendre. Je vivais comme vivent les bêtes, comme nous vivons tous, accomplissant toutes les fonctions de l'existence, examinant et croyant voir, croyant savoir, croyant connaître ce qui m'entoure, quand, un jour, je me suis aperçu que tout est faux.

## Résumé
L'histoire commence par l'annonce du décès du "fou".
Lettre d'un fou raconte la confession d'un homme qui doute de sa raison et qui expose son état à son docteur.
Il doute de tous ses sens.
L’œil indique les dimensions, les formes et les couleurs. Et il trompe l’humain sur ces trois points. La dimension car il ne peut voir ni l’infiniment petit, ni l’infiniment grand. Les formes car l’Homme (la race humaine) ne peut voir le transparent et la couleur, car la couleur, c’est la façon dont les matières réagissent à la lumière.
L’oreille indique les sons, la musique… Mais ce que l’on entend n’est autre qu’une vibration (stimulus sonore) transformé en son par le tympan.
L’homme remet en question le jugement du Connu de la Réalité. Car la Réalité dépend entièrement de nos sens et est donc fausse car nos sens sont limités.
L’homme se demande ensuite s’il peut voir l’Invisible. Il finit par le voir et en devient fou.

## Éditions
- Lettre d'un fou, dans Gil Blas, 1885
- Lettre d'un fou, dans Contes et Nouvelles, 2 vol., textes présentés, corrigés, classés et augmentés de pages inédites par Albert-Marie Schmidt, avec la collaboration de Gérard Delaisement, éditions Albin Michel, 1964-1967.
- Lettre d'un fou, dans Maupassant, Contes et nouvelles, tome II, texte établi et annoté par Louis Forestier, Bibliothèque de la Pléiade, éditions Gallimard, 1979.